# Sebastian Preiß
Sebastian Preiß (ur. 8 lutego 1981 w Ansbach) – niemiecki piłkarz ręczny, reprezentant kraju. Obecnie zawodnik HF Springe. Gra na pozycji kołowego.
W 2007 roku zdobył złoty medal mistrzostw świata. W kadrze narodowej zadebiutował w 2002 roku.

## Kluby
- 1997-2001  HC Erlangen
- 2001-2005  THW Kiel
- 2005-2013  TBV Lemgo
- 2013–2016  HC Erlangen
- 2016–      HF Springe

## Sukcesy

### Mistrzostwa Niemiec
- (2002, 2005)

### Puchar EHF
- (2002, 2004, 2006, 2010)

### Mistrzostwa Świata
- (2007)